# Stupid Hoe
Pour les articles homonymes, voir HOE.
Pistes de Pink Friday: Roman Reloaded
Gun Shot
(18) Turn Me On
(20)
Stupid Hoe (connue en versions propres comme Stupid Stupid) est une chanson de l'artiste trinidad-américaine de hip-hop, Nicki Minaj. Elle est sortie le 20 décembre 2011 en tant que second single promotionnel issu de son second album studio, Pink Friday: Roman Reloaded. Elle a été produite par Diamond Kuts, crédité sous le nom de T. Dunham.
Le clip  a été réalisé par Hype Williams. Cette vidéo a d'ailleurs battu le record de vues dans les 24 heures après sa sortie. Le clip se place actuellement à la 3e place derrière Where Have You Been de Rihanna et Boyfriend de Justin Bieber. La semaine suivant la sortie de la chanson, celle-ci se plaça à la 81e place du Billboard Hot 100.

## Développement et composition

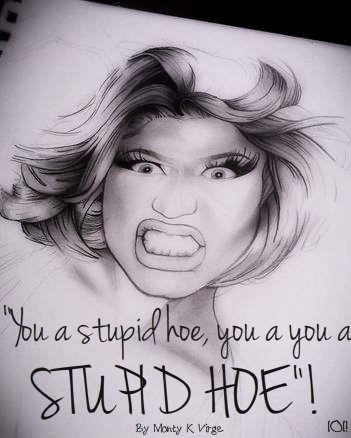
Dessin de fan

Stupid Hoe est sortie en tant que second single promotionnel issu du second album studio de Minaj, deux semaines suivant la sortie de Roman in Moscow . La chanson a été produite par Tina Dunham et a été écrite par Dunham et par Minaj.
Stupid Hoe est une chanson décrite comme un hymne aux femmes qui haïssent Minaj . La composition musicale de la chanson est principalement formée de coups de tambour dits « doublements rapides » et d'étranges couinements répétés, ainsi que la performance rap de Minaj dans son style relativement rapide . Dans la chanson, Minaj fait allusion à sa performance au Super Bowl de l'année 2012 à travers les lignes : « Put ya cape on, you a super hoe / 2012, I’m at the Super Bowl » se traduisant par « Mets ta cape, tu es un super pute / 2012, je serai au Super Bowl » ,. Minaj fait également références à Brad Pitt, à Angelina Jolie et à Jennifer Aniston . Comparée par Erika Ramirez de Billboard la chanson I Get Crazy présente sur une précédente mixtape de Minaj, celle-ci s'en prendrait à sa rivale de toujours, Lil' Kim lorsqu'elle dit « Bitch talkin' she the queen when she looking like lab rat », en français « Cette pétasse dit qu'elle est la reine mais elle ressemble à un rat de laboratoire », ainsi que dans l'outro de la chanson : « Stupid hoes is my enemy / Stupid hoes is so wack/ Stupid hoe should have be-friended me/ Then she could have probably came back », en français « Les putes stupides sont mes ennemies / Les putes stupides sont trop farfelues / La pute stupide devrait se lier d'amitié avec moi / Et ensuite elle pourra probablement faire son retour  » . Elle rapporte aussi que Minaj « grogne férocement » lorsqu'elle dit « These bitches is my sons and I don't want custody! », se traduisant par « Ces putes sont mes enfants mais je n'en veux pas la responsabilité » . Dans la chanson, Minaj chante les mots « stupid hoe » en falsetto . Vocalement, Minaj interprète ses couplets en différents styles de voix, comme au ralenti et en accéléré tout en étirant quelques syllabes, similairement au remix du single de Big Sean, Dance (A$$)  La chanson se termine avec Minaj disant : « I am the female Weezy », une ligne emprunté de sa précédente collaboration sur Y.U. Mad avec Lil Wayne et Birdman .

## Clip

### Développement
Le clip de Stupid Hoe a été réalisé par Hype Williams , et a été tournée entre le 19 décembre et le 20 décembre 2011. Il a été dévoilé via le compte VEVO de Minaj le 20 janvier 2012 . Préalablement à la dissémination de la vidéo, Minaj révéla via son Twitter que la vidéo sera dévoilée sous sa forme explicite, déclarant : « Il est impossible que je vous dévoiles le clip via un réseau b/c, sans que vous sachiez que mon art n'est pas altéré, ou compromis avant que vous la regardiez pour la 1ère fois » . Le partenaire de longue date de Minaj, Safaree Samuels, aussi connu sous le nom de S.B., fait un cameo dans le clip ,, portant un t-shirt promouvant le second album de Minaj, Pink Friday: Roman Reloaded avec sa date originelle de sortie, soit le 14 février 2012. Le clip s'est vu censuré aux USA pour ses poses lascives et sexuelles ainsi que pour les paroles explicites et vulgaires. En France, le clip est diffusé avec une signalétique déconseillé aux moins de 10 ans comme sur Direct Star, les premiers jours après sa diffusion en journée. Il est en revanche, diffusé après 22h avec une signalétique déconseillé aux moins de 12 ans sur Trace Urban, MCM, Virgin Radio TV etc ou sans signalétique sur NRJ Hits (en fonction des chaînes musicales).

## Listes des pistes
| - Téléchargement numérique (Versions Clean et Explicit) 1. Stupid Hoe – 3:16 | - Starships CD single 1. Starships - 3:31 2. Stupid Hoe - 3:16 |

## Classements
| Chart (2011–12)                      | Meilleure position |
| ------------------------------------ | ------------------ |
| Canadian Hot 100                     | 87                 |
| UK Singles Chart                     | 63                 |
| US Billboard Hot 100                 | 59                 |
| US Hot R&B/Hip-Hop Songs (Billboard) | 53                 |

## Historique des sorties
| Pays       | Date             | Format                   | Label                                       |
| ---------- | ---------------- | ------------------------ | ------------------------------------------- |
| États-Unis | 20 décembre 2011 | Téléchargement Numérique | Young Money, Cash Money, Universal Republic |